# Alicia Kinoshita
Pour les articles homonymes, voir Kinoshita.
Alicia Kinoshita (木下 アリーシア, Kinoshita Arīshia), née le 4 février 1967 à Copenhague (Danemark), est une skipper japonaise.

## Biographie
Avec Yumiko Shige, Alicia Kinoshita  remporte la médaille d'argent en 470 aux Jeux olympiques d'été de 1996.